# 101省道 (河南省)
河南101省道，名称为郑州－台前公路，简称郑台线，是一条河南省的省级干线公路，为河南省道网络中规划的4条省会放射线之一。S101线南起郑州市惠济区花园口立交桥，经原阳县、新乡县、新乡市、卫辉市、滑县、濮阳县、范县，终点止于台前县吴坝乡与山东省东平县交界处。

## 路线

### 郑州段

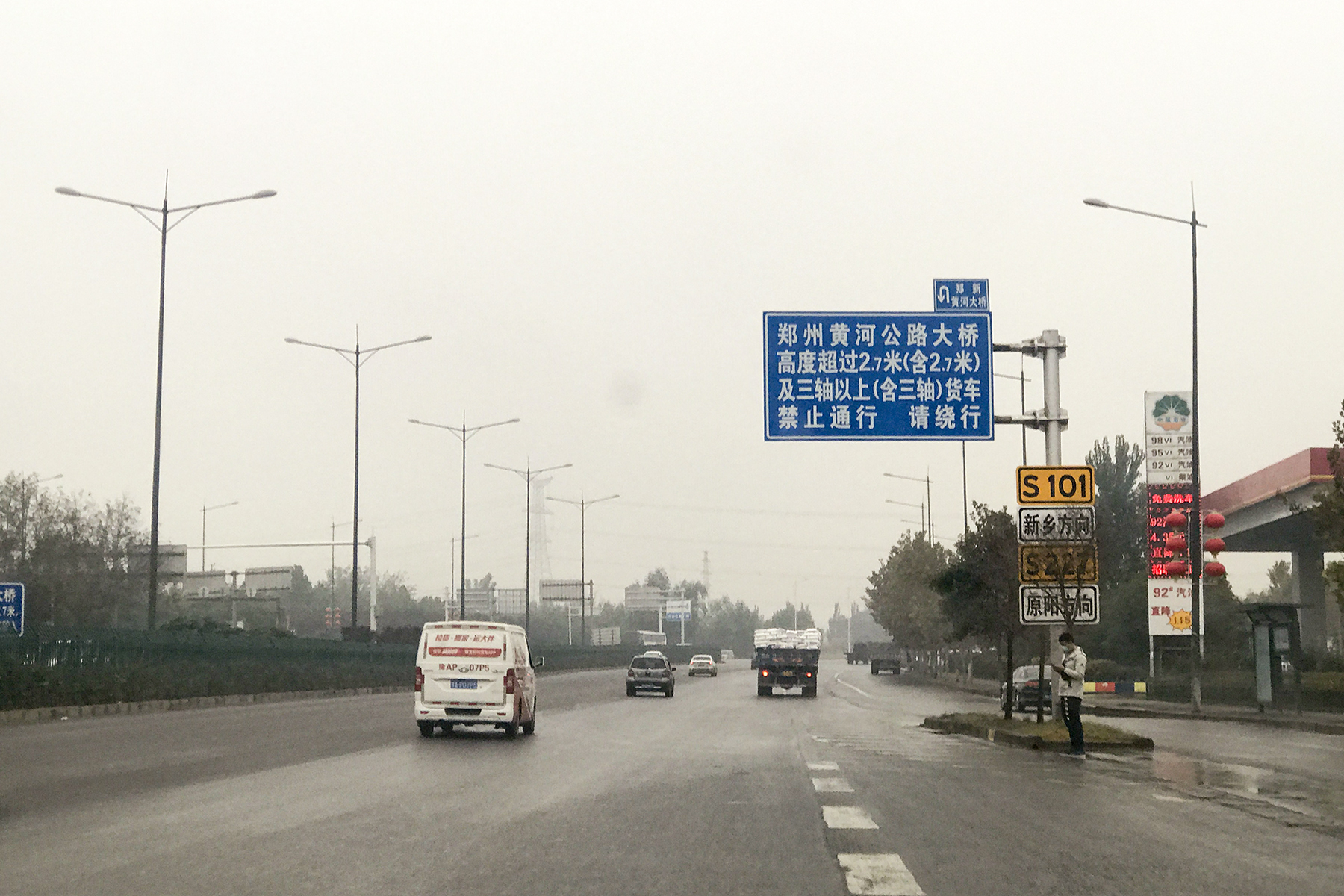
101省道郑州段

101省道南起郑州市花园口立交桥，与中州大道、花园路和大河路相连，向北与 312省道交汇，继续向北经郑州黄河公路大桥跨越黄河，进入新乡市原阳县。

### 新乡段

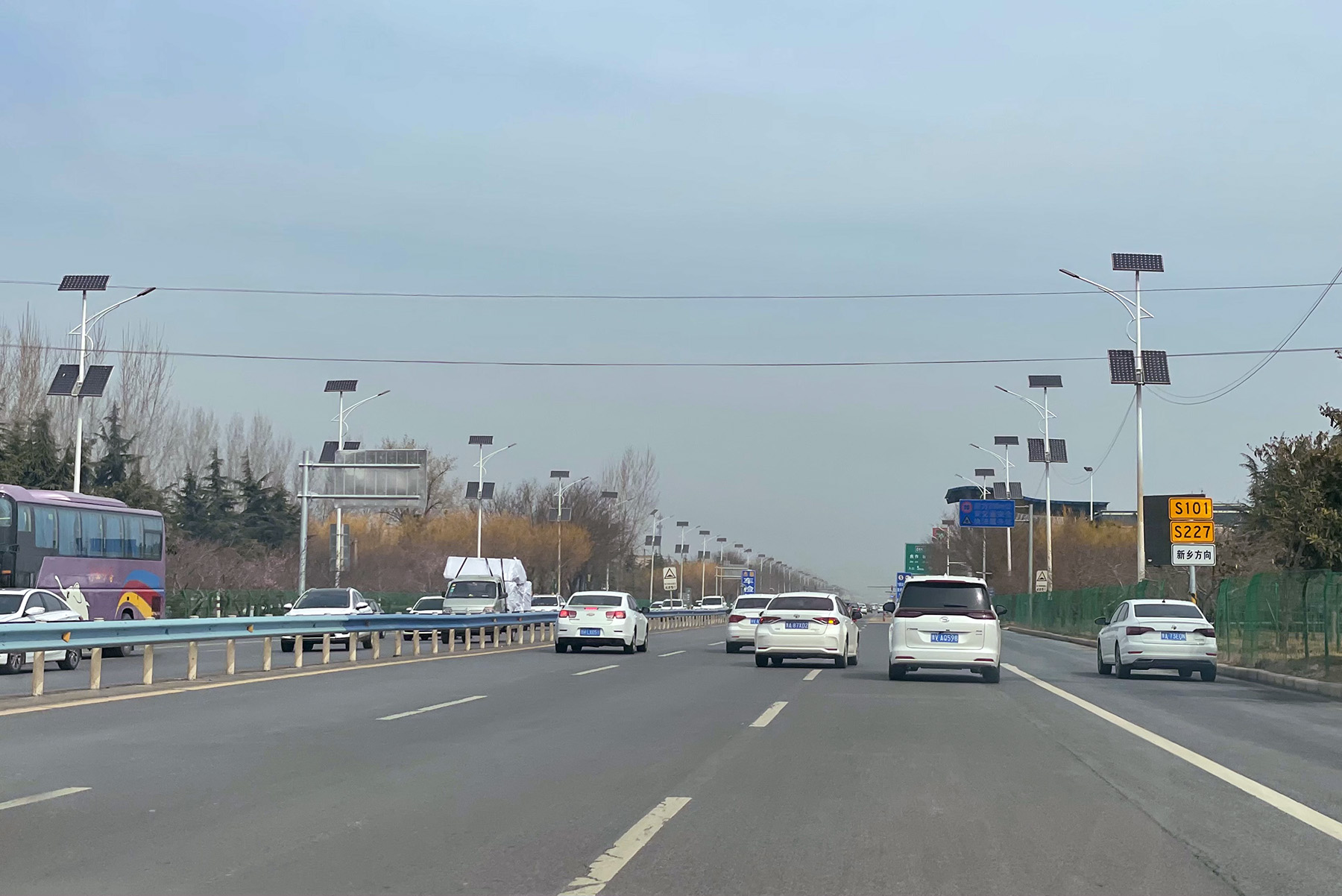
101省道原阳段

101省道北跨黄河后进入新乡市境内，郑州至新乡段经新郑一级路，为 107国道的旧线，路线向北至新濮公路后，沿新濮公路转至东北方向，经过卫辉市，并短途径延津县至与鹤壁市浚县交界处止，全长100.6公里。
101省道新乡段与下列主要公路干线相交或互通：
- 327国道
- 晋新高速
- 231省道
- 229省道
- 311省道
- 310省道
- 309省道
- 京港澳高速
- 107国道
- 225省道
- 224省道
- 306省道

### 浚县、滑县段
101省道短暂途径浚县境内后进入安阳市滑县境内，滑县段亦为新濮公路，起于卫辉市与滑县交界处，向东北经滑县县城后，继续向东北方向至白道口镇后，与 342国道共线直至与濮阳市交界处止。
101省道浚县和滑县段主要相交的公路干线有：
- 230国道
- 305省道
- 505省道
- 342国道
- 220省道

### 濮阳段
101省道濮阳段全长127.65公里，大体上与 台辉高速平行，途径濮阳市、濮阳县清河头乡、柳屯镇、户部寨镇、范县张庄乡、台前县清水河乡、孙口镇，至吴坝乡豫鲁省界（黄河）止。
101省道濮阳段主要相交的干线公路有：
- 219省道
- 215省道
- 214省道
- 302省道
- 240国道
- 301省道
- 501省道